# Supercoupe d'Europe masculine de handball 1998
Navigation
Supercoupe 1997 Supercoupe 1999
La Supercoupe d'Europe masculine de handball 1998 est la 3e édition de la compétition qui a eu lieu les 30 octobre et 1er novembre 1998 à Barcelone en Espagne.
Elle est remportée pour la troisième fois consécutive par le FC Barcelone, vainqueur en finale du club croate du Badel 1862 Zagreb.

## Équipes engagées et formule
Les équipes engagées sont :
- FC Barcelone, organisateur et vainqueur de la Ligue des champions (C1) ;
- Caja Cantabria Santander, vainqueur de la Coupe des coupes (C2) ;
- Badel 1862 Zagreb, finaliste de la Ligue des champions
- IFK Skövde HK, finaliste de la Coupe des Villes (C4).

A noter l'absence des clubs allemands du THW Kiel, vainqueur de la Coupe de l'EHF (C3), et du TuS Nettelstedt, vainqueur de la Coupe des Villes, probablement à cause de problème de calendrier. Le finaliste de la Coupe de l'EHF étant également un club allemand (le SG Flensburg-Handewitt), le Badel 1862 Zagreb, finaliste de la Ligue des champions, est le quatrième et dernière équipe engagée.
Le format de la compétition est une phase finale à 4 (demi-finale, finale et match pour la 3e place) avec élimination directe.

## Résultats
|  | Demi-finales             | Demi-finales      |                        |    | Finale | Finale |
|  | Demi-finales             | Demi-finales      |                        |    | Finale | Finale |
|  |                          |                   |                        |    |        |        |
|  |                          |                   |                        |    |        |        |
|  |                          |                   |                        |    |        |        |
|  | FC Barcelone             | 37                |                        |    |        |        |
|  | FC Barcelone             | 37                |                        |    |        |        |
|  | IFK Skövde HK            | 20                |                        |    |        |        |
|  | IFK Skövde HK            | 20                | FC Barcelone           | 28 |        |        |
|  |                          |                   | FC Barcelone           | 28 |        |        |
|  |                          | Badel 1862 Zagreb | 22                     |    |        |        |
|  | Badel 1862 Zagreb        | Badel 1862 Zagreb | 22                     | 32 |        |        |
|  | Badel 1862 Zagreb        |                   |                        | 32 |        |        |
|  | Caja Cantabria Santander | 21                |                        |    |        |        |
|  | Caja Cantabria Santander | 21                | Match pour la 3e place |    |        |        |
|  |                          |                   |                        |    |        |        |
|  |                          |                   |                        |    |        |        |
|  |                          |                   |                        |    |        |        |
|  | IFK Skövde HK            | 24                |                        |    |        |        |
|  | IFK Skövde HK            | 24                |                        |    |        |        |
|  | Caja Cantabria Santander | 26                |                        |    |        |        |
|  | Caja Cantabria Santander | 26                |                        |    |        |        |